# Евъёган (приток Малого Ханмея)
Евъёган (устар. Ев-Юган) — река в Приуральском районе Ямало-Ненецкого АО. Устье реки находится на 28-м км по правому берегу реки Малый Ханмей. Длина реки 25 км, на 4-м км по правому берегу впадает приток Евъёганъёгарт.

## Данные водного реестра
По данным государственного водного реестра России относится к Нижнеобскому бассейновому округу, водохозяйственный участок реки — Обь от впадения реки Северная Сосьва до города Салехард, речной подбассейн реки — бассейны притоков Оби ниже впадения Северной Сосьвы. Речной бассейн реки — (Нижняя) Обь от впадения Иртыша.